# クリストファー・ドウソン
クリストファー・ドウソン（Christopher Dawson、1953年9月19日 - ）は、イギリスの実業家。Clearspring代表取締役。ニュージーランド出身。

## 経歴
- 1977年に英国で日本食材の販売、1980年より日本の商社で、地域の特色ある素材にこだわった伝統食品の輸出に尽力。
- 1993年、英国の食品販売企業クリアスプリング社を買収、経営を譲り受け、日本からの食品輸入事業を主力にして再構築。
- 2007年、日本食普及の功労者として、農林水産省より農林水産大臣功労賞を受賞[1]

欧州各国、中東、東南アジアへの輸出にも取り組んでいる。また、日本への食品について紹介する書籍の発行や、ウェブサイトにおいて日本食に関する豊富な情報を提供する等、世界32カ国に日本食を輸出し日本料理の普及に貢献。

## 受賞歴
- 2003年-2007年 Great Taste Awards
- 2007年 農林水産大臣賞受賞（日本食普及功労を称えられる）

## 関連人物
- 久司道夫